# I Knew I Loved You
"I Knew I Loved You" là một bài hát của bộ đôi người Úc Savage Garden nằm trong album phòng thu thứ hai của họ, Affirmation (1999). Nó được phát hành vào ngày 28 tháng 9 năm 1999 như là đĩa đơn thứ hai trích từ album, bởi Columbia Records. Bài hát đã đạt vị trí số một trên bảng xếp hạng Billboard Hot 100 trong bốn tuần không liên tiếp, trở thành đĩa đơn quán quân thứ hai của họ tại Mỹ sau "Truly Madly Deeply". Đây vẫn là bài hát cuối cùng của một nghệ sĩ Úc leo lên đỉnh Hot 100 trong hơn 12 năm cho đến khi Gotye lặp lại thành tích này với "Somebody That I Used to Know" (hợp tác với Kimbra) vào năm 2012.
Video ca nhạc của bài hát có sự xuất hiện của nữ diễn viên Kirsten Dunst trong vai đối tượng tình cảm của thành viên Darren Hayes và nhận được lượng yêu cầu phát sóng dày đặc trên MTV. "I Knew I Loved You" cũng được hát lại bởi một số nghệ sĩ.

## Danh sách bài hát
| - Vương quốc Anh CD1 1. "I Knew I Loved You" – 4:12 2. "I Knew I Loved You" (acoustic) – 4:08 3. "Mine (And You Could Be)" – 4:29 CD2 1. "I Knew I Loved You" (radio) – 3:49 2. "I Knew I Loved You" (club mix) – 8:26 3. "Universe" – 4:20 Cassette 1. "I Knew I Loved You" – 4:12 2. "I Knew I Loved You" (acoustic) – 4:08 - Mỹ 1. "I Knew I Loved You" – 4:12 2. "I Knew I Loved You" (7" Mini-Me Remix) – 4:17 - Úc 1. "I Knew I Loved You" – 4:12 2. "I Knew I Loved You" (acoustic) – 4:08 | - Nhật Bản CD maxi 1. "I Knew I Loved You" – 4:12 2. "I Knew I Loved You" (radio) – 3:49 3. "I Knew I Loved You" (acoustic) – 4:08 Mặt A đôi 1. "Last Christmas" – 4:48 2. "I Knew I Loved You" – 4:12 - Châu Âu CD1 1. "I Knew I Loved You" – 4:12 2. "I Knew I Loved You" (radio) – 3:49 CD2 1. "I Knew I Loved You" – 4:12 2. "I Knew I Loved You" (bản không lời mở rộng) – 5:06 3. "I Knew I Loved You" (Daniel's Remix) – 4:19 4. "Mine (And You Could Be)" – 4:29 |

## Xếp hạng
| Bảng xếp hạng (1999-2000)             | Vị trí cao nhất |
| ------------------------------------- | --------------- |
| Úc (ARIA)                             | 4               |
| Áo (Ö3 Austria Top 40)                | 36              |
| Bỉ (Ultratip Flanders)                | 9               |
| Canada (RPM)                          | 1               |
| Canada Adult Contemporary (RPM)       | 1               |
| Pháp (SNEP)                           | 43              |
| Đức (Official German Charts)          | 34              |
| Ireland (IRMA)                        | 18              |
| Ý (FIMI)                              | 15              |
| Hà Lan (Single Top 100)               | 54              |
| New Zealand (Recorded Music NZ)       | 3               |
| Na Uy (VG-lista)                      | 7               |
| Thụy Điển (Sverigetopplistan)         | 3               |
| Thụy Sĩ (Schweizer Hitparade)         | 34              |
| Anh Quốc (OCC)                        | 10              |
| Hoa Kỳ Billboard Hot 100              | 1               |
| Hoa Kỳ Adult Contemporary (Billboard) | 1               |
| Hoa Kỳ Adult Pop Airplay (Billboard)  | 3               |
| Hoa Kỳ Pop Airplay (Billboard)        | 1               |
| Hoa Kỳ Rhythmic (Billboard)           | 10              |

| Bảng xếp hạng (1999)                 | Vị trí |
| ------------------------------------ | ------ |
| Australia (ARIA)                     | 27     |
| Italy (Hit Parade)                   | 66     |
| New Zealand (Recorded Music NZ)      | 10     |
| Sweden (Sverigetopplistan)           | 9      |
| UK Singles (Official Charts Company) | 176    |
| Bảng xếp hạng (2000)                 | Vị trí |
| US Billboard Hot 100                 | 7      |
| US Adult Contemporary (Billboard)    | 1      |
| US Adult Top 40 (Billboard)          | 14     |
| Bảng xếp hạng (2001)                 | Vị trí |
| US Adult Contemporary (Billboard)    | 9      |

| Bảng xếp hạng (2000-09)             | Vị trí |
| ----------------------------------- | ------ |
| US Billboard Hot 100                | 54     |
| U.S. Adult Contemporary (Billboard) | 1      |

| Bảng xếp hạng (1958-2013)         | Vị trí |
| --------------------------------- | ------ |
| US Adult Contemporary (Billboard) | 21     |

## Chứng nhận
| Quốc gia                                                                           | Chứng nhận | Số đơn vị/doanh số chứng nhận |
| ---------------------------------------------------------------------------------- | ---------- | ----------------------------- |
| Úc (ARIA)                                                                          | Bạch kim   | 70.000^                       |
| Hoa Kỳ (RIAA)                                                                      | Vàng       | 500,000^                      |
| * Chứng nhận dựa theo doanh số tiêu thụ. ^ Chứng nhận dựa theo doanh số nhập hàng. |            |                               |